# Idioctis marovo
Espèce
Idioctis marovo est une espèce d'araignées mygalomorphes de la famille des Barychelidae.

## Distribution
Cette espèce est endémique de l'archipel de la Nouvelle-Géorgie aux Salomon,. Elle se rencontre sur Uepi.

## Description
La femelle holotype mesure 12 mm.

## Étymologie
Son nom d'espèce lui a été donné en référence au lieu de sa découverte, le lagon de Marovo.

## Publication originale
- Churchill & Raven, 1992 : Systematics of the intertidal trapdoor spider genus Idioctis (Mygalomorphae: Barychelidae) in the western Pacific with a new genus from the northeast. Memoirs of the Queensland Museum, vol. 32, no 1, p. 9-30 (texte intégral).